# فراموش‌نشده (فیلم ۲۰۰۹)
فراموش‌نشده (به انگلیسی: Not Forgotten) فیلمی محصول سال ۲۰۰۹ و به کارگردانی درور سورف است. در این فیلم بازیگرانی همچون سایمون بیکر، پاز وگا، کلویی گریس مورتس، کلر فورلانی و کن داویتیان ایفای نقش کرده‌اند.